# Grief Street
Pour plus de détails, voir Fiche technique et Distribution.
Grief Street est un film américain réalisé par Richard Thorpe, sorti en 1931.

## Synopsis
Alvin Merle, un acteur, est retrouvé étranglé dans sa loge après une représentation. Le portier prétend que personne n'a passé sa porte et la fenêtre est munie de barreaux. Jim Ryan, un journaliste, s'intéresse à cette affaire et rencontre Jean Royce, qui lui montre un mot qu'elle a reçu, la prévenant de la mort imminente de l'acteur, un ancien amoureux à elle. Plus tard, elle reçoit un autre mot lui indiquant cette fois Jim comme la future victime. Avant qu'elle puisse lui téléphoner, elle est blessée par balle. Jim finira par résoudre ce mystère, le coupable était le régisseur, amoureux de Jean. 

## Fiche technique
- Titre original : Grief Street
- Réalisation : Richard Thorpe
- Scénario : Arthur Hoerl
- Photographie : M.A. Anderson
- Montage : Richard Thorpe
- Production : George R. Batcheller
- Société de production : Chesterfield Motion Pictures Corporation
- Société de distribution : Chesterfield Motion Pictures Corporation
- Pays d'origine :  États-Unis
- Langue originale : anglais
- Format : noir et blanc — 35 mm — 1,37:1 — son Mono (RCA Photophone)
- Genre : Film policier
- Durée : 65 minutes
- Dates de sortie :
  - États-Unis : 1er octobre 1931
- Licence : Domaine public

## Distribution
- Barbara Kent : Jean Royce
- John Holland : Jim Ryan
- Dorothy Christy : Ethel Wynn, la femme d'Alvin Merle
- Crauford Kent : Alvin Merle
- Lillian Rich : Pamela Gregory
- James Burtis : Sergent Jardin
- Larry Steers : Ralph Burns
- Lloyd Whitlock : Frank Murray
- Lafe McKee : Michael, le portier
- Creighton Hale : Ted
- Ray Largay : Capitaine Blake
- Walter Brennan : Walt